# Neonella camillae
Neonella camillae là một loài nhện trong họ Salticidae.
Loài này thuộc chi Neonella. Neonella camillae được Edwards miêu tả năm 2003.